# Bancos de Panamá
El sistema bancario de Panamá está constituido principalmente por la banca privada, buena parte de ella de capital internacional, durante las dos últimas décadas del siglo XX se ha fortalecido como uno de los más importantes centros financieros de América Latina, ello debido a las facilidades legales para instalarse, la promoción por parte del Estado, la ubicación geográfica respecto a la región, su relativa estabilidad económica y política y la dolarización de su economía.

## Antecedentes
Los primeros intentos que se dieron para la creación de una institución bancaria en Panamá se remontan a la época en la que ese país estaba dentro de la Gran Colombia; en 1826 se promovió el "Proyecto Revenga", el cual intentaba establecer un banco nacional grancolombiano que tendría su sede en Bogotá y otras tres sucursales ubicadas en Caracas, Guayaquil y Ciudad de Panamá, sin embargo, nunca se pudo concluir el proyecto y la idea fue desecha.
El primer banco establecido en Panamá data de 1861 y fue conocido como Banco de Circulación y Descuentos Pérez y Planas, el cual se encargaba de hacer circular papel moneda que era impreso por American Bank Note Company. El Banco de Pérez y Planas cancela su patente en 1867 y en 1869 se establece un nuevo banco llamado Banco de Panamá. En 1866 aparece el Exchange Bank of Colon, también encargado de emitir billetes, pero desapareció rápidamente por incumplimiento de contrato en 1873. En 1865 y 1867 se crearon dos bancos, primero el público Banco del Estado Soberano de Panamá que en 1880 se convertiría en emisor y el otro el Banco de Ehrman encargado de la compra de moneda extranjera que funcionó años después de la separación de Panamá de Colombia. En 1885 se creó el Saving Bank con base en Colón, pero un incendio destruyó el banco y desapareció.

## Inicio de la banca moderna
En 1903 se crearon las dos primeras instituciones de la banca moderna panameña, el International Bank Corporation, que luego pasaría a llamarse First National City Bank of New York, actual Citibank y el Banco Hipotecario y Prendario promulgado por ley del presidente panameño Manuel Amador Guerrero el 13 de junio de ese año e iniciando operaciones poco después el 12 de octubre. Este último cambió su nombre al actual Banco Nacional de Panamá, que en un principio financió la actividad agrícola y ganadera de ese país. El Estado también creó en 1934 Caja de Ahorros, institución inicialmente hipotecaria que luego fue ampliando sus servicios. Otras instituciones bancarias que destacan fueron el Banque National de Paris, hoy BNP Paribas, primer banco de capital europeo establecido en Panamá y el Banco General fundado en 1955, siendo el primero de capital privado panameño.

## Legislación
El 8 de julio de 1941 se dicta la Ley 101, mediante la cual se regula la actividad bancaria de Panamá, quedando el Ministerio de Hacienda y Tesoro encargado del control del sistema bancario y la Contraloría General de la República de la supervisión del mismo. Pese a ello la actividad creció de forma rápida y sin mayores controles, por lo que el sector gubernamental tuvo que adoptar medidas legales para evitar problemas financieros, así se aprobó el Decreto de Gabinete N° 238 con fecha 2 de julio de 1970, estableciendo la primera Ley de Bancos de ese país que creó la Comisión Bancaria Nacional, como ente promotor de la actividad bancaria en Panamá.
Esa Ley de 1970 permitió el desarrollo del Centro Bancario Internacional, impulsando la llegada de capitales de varios bancos orientados principalmente hacia el financiamiento en Latinoamérica, desde entonces Panamá se ha convertido en uno de los principales centros financieros de la región.
Recién el 26 de febrero de 1998 se establece un ente regulador de la actividad bancaria en Panamá, cuando se crea la Superintendencia de Bancos.

## Lista de bancos de Panamá
La siguiente lista muestra los bancos que están registrados en la Superintendencia de Bancos de Panamá a septiembre de 2024. Los bancos que operan en Panamá se clasifican en tres tipos: aquellos con licencia general, que les permite realizar operaciones tanto nacionales como internacionales; aquellos con licencia internacional, que les permite operar únicamente fuera de Panamá; y oficinas de representación, que sirven como oficinas de enlace sin realizar actividades bancarias dentro del país. Un banco oficial es un banco de propiedad del Gobierno de Panamá. 
| Banco                                               | Tipo de banco              | País de Procedencia del Capital | Fundación | Notas                           |
| --------------------------------------------------- | -------------------------- | ------------------------------- | --------- | ------------------------------- |
| BAC Credomatic                                      | Licencia general           | Colombia                        | 1995      |                                 |
| Banco Aliado                                        | Licencia general           | Panamá                          | 1992      |                                 |
| Banco Azteca                                        | Licencia general           | México                          | 2005      |                                 |
| Banco Davivienda                                    | Licencia general           | Colombia                        | 1966      |                                 |
| Banco de Bogotá                                     | Licencia general           | Colombia                        | 2013      |                                 |
| Banco Delta                                         | Licencia general           | Panamá                          | 2006      |                                 |
| Banco Ficohsa                                       | Licencia general           | Honduras                        | 2013      |                                 |
| Banco General                                       | Licencia general           | Panamá                          | 1955      |                                 |
| Banco Nacional de Costa Rica                        | Licencia general           | Costa Rica                      | 1976      |                                 |
| Banco La Hipotecaria                                | Licencia general           | Panamá                          | 2010      |                                 |
| Banco LAFISE Panamá                                 | Licencia general           | Panamá                          | 2010      |                                 |
| Banco Latinoamericano de Comercio Exterior (Bladex) | Licencia general           | Multinacional                   | 1979      |                                 |
| Banco Nacional de Panamá                            | Licencia general           | Panamá                          | 1904      | Banco Oficial                   |
| Banco Pichincha                                     | Licencia general           | Ecuador                         | 2006      |                                 |
| Banco Prival                                        | Licencia general           | Panamá                          | 2010      |                                 |
| Bancolombia                                         | Licencia general           | Colombia                        | 2012      |                                 |
| Banesco Panamá                                      | Licencia general           | Venezuela                       | 2007      |                                 |
| BANISI                                              | Licencia general           | Ecuador                         | 2008      |                                 |
| Banistmo                                            | Licencia general           | Panamá                          | 2010      |                                 |
| Bank of China                                       | Licencia general           | China                           | 1994      |                                 |
| BBP Bank                                            | Licencia general           | Ecuador                         | 2009      |                                 |
| BCT Bank International                              | Licencia general           | Costa Rica                      | 2008      |                                 |
| Bi-Bank                                             | Licencia general           | Guatemala                       | 2016      |                                 |
| Caja de Ahorros                                     | Licencia general           | Panamá                          | 1934      | Banco Oficial                   |
| Canal Bank                                          | Licencia general           | Panamá                          | 2014      |                                 |
| Citibank                                            | Licencia general           | Estados Unidos                  | 2014      |                                 |
| Credicorp Bank                                      | Licencia general           | Panamá                          | 1993      |                                 |
| Global Bank                                         | Licencia general           | Panamá                          | 1994      |                                 |
| Banco Industrial y Comercial de China               | Licencia general           | China                           | 2021      |                                 |
| Keb Hana Bank                                       | Licencia general           | Corea del Sur                   | 1980      |                                 |
| Mega International Commercial Bank                  | Licencia general           | Taiwan                          | 1974      |                                 |
| Mercantil Banco                                     | Licencia general           | Venezuela                       | 1978      |                                 |
| Metrobank                                           | Licencia general           | Panamá                          | 1991      |                                 |
| MMG Bank Corporation                                | Licencia general           | Panamá                          | 2003      |                                 |
| Multibank                                           | Licencia general           | Colombia                        | 1987      |                                 |
| Pacific Bank                                        | Licencia general           | Honduras                        | 2013      |                                 |
| St. Georges Bank                                    | Licencia general           | Nicaragua                       | 2004      |                                 |
| Scotiabank                                          | Licencia general           | Canadá                          | 1974      |                                 |
| Towerbank                                           | Licencia general           | Panamá                          | 1971      |                                 |
| Unibank                                             | Licencia general           | Panamá                          | 2010      |                                 |
| Atlantic Security Bank                              | Licencia internacional     | Islas Caimán                    | 1984      |                                 |
| Austrobank Overseas                                 | Licencia internacional     | Ecuador                         | 1995      |                                 |
| Banca Privada d'Andorra                             | Licencia internacional     | Andorra                         | 2011      | Banco en liquidación forzosa    |
| Crèdit Andorrà                                      | Licencia internacional     | Andorra                         | 2008      | Banco en liquidación voluntaria |
| Banco Davivienda Internacional                      | Licencia internacional     | Colombia                        | 2015      |                                 |
| Banco de Bogotá                                     | Licencia internacional     | Colombia                        | 1988      |                                 |
| Banco de Crédito del Perú                           | Licencia internacional     | Perú                            | 2002      |                                 |
| Banco de Occidente                                  | Licencia internacional     | Colombia                        | 2015      |                                 |
| Bancolombia                                         | Licencia internacional     | Colombia                        | 1973      |                                 |
| Banco Popular Dominicano                            | Licencia internacional     | República Dominicana            | 1983      |                                 |
| BBVA                                                | Licencia internacional     | Colombia                        | 2025      |                                 |
| BHD International Bank                              | Licencia internacional     | República Dominicana            | 2006      |                                 |
| BPR Bank                                            | Licencia internacional     | República Dominicana            | 2016      |                                 |
| GNB Sudameris Bank                                  | Licencia internacional     | Reino Unido                     | 1970      |                                 |
| Inteligo Bank                                       | Licencia internacional     | Bahamas                         | 1997      |                                 |
| Itaú                                                | Licencia internacional     | Colombia                        | 1998      |                                 |
| Abanca                                              | Oficinas de representación | España                          | 2014      |                                 |
| Banco General Overseas                              | Oficinas de representación | Islas Caimán                    | 1986      |                                 |
| Commerzbank                                         | Oficinas de representación | Alemania                        | 2007      |                                 |
| EFG International                                   | Oficinas de representación | Suiza                           | 2023      |                                 |
| JP Morgan Chase                                     | Oficinas de representación | Estados Unidos                  | 2011      |                                 |
| Proven Bank                                         | Oficinas de representación | Santa Lucía                     | 2015      |                                 |
| Safra National Bank of New York                     | Oficinas de representación | Estados Unidos                  | 2008      |                                 |
| UBS AG                                              | Oficinas de representación | Suiza                           | 2007      |                                 |
| UBS Switzerland AG                                  | Oficinas de representación | Suiza                           | 2015      |                                 |

## Bancos desaparecidos de Panamá
La siguiente lista proporciona los de bancos que han cesado sus operaciones en Panamá. Estos cierres pueden haber ocurrido por diversas razones, incluidas fusiones, adquisiciones, insolvencia financiera o medidas regulatorias.
| Banco                                       | País de Procedencia del Capital | Años de operación | Notas |
| ------------------------------------------- | ------------------------------- | ----------------- | --- |
| ABN AMRO                                    | Países Bajos                    | 1971-2001         | Operaciones en Panamá adquiridas por Banco Mercantil del Istmo. |
| Balboa Bank & Trust                         | Panamá                          | 2005-2017         | Adquirido por BCT Bank International, tras la reorganización del banco tras enfrentar sanciones de las autoridades estadounidenses por presuntos vínculos con una red de lavado de dinero con sede en Panamá. |
| Bancafé Panamá                              | Colombia                        | 1976-2012         | La matriz Bancafé Colombia se fusionó con Banco Davivienda. |
| Banco Continental                           | Panamá                          | 1972-2007         | Adquirido por Banco General. |
| Banco Comercial de Panamá (Bancomer)        | Panamá                          | 1979-2000         | Adquirido por Banco General. |
| Banco Cuscatlán                             | El Salvador                     | 1994-2008         | Operaciones en Panamá adquiridas por Citibank, funcionado con Banco Uno para formar Citibank (Panamá) S.A. |
| Banco del Pacífico                          | Ecuador                         | 1980-2019         | Operaciones en Panamá adquiridas por inversionistas para formar Pacific Bank. |
| Banco de Ultramar                           | Panamá                          | 1978-1993         | Quiebra por malos manejos y lavado de dinero. |
| Banco G&T Continental                       | Guatemala                       | 2008-2019         | Fusionado con GTC Bank. |
| Banco Internacional                         | Panamá                          | 1973-2002         | Adquirido por Banco Continental. |
| Banco Interoceánico                         | Panamá                          | 1970-1994         | Quiebra por malos manejos y lavado de dinero. |
| Banco de Latinoamérica (Bancolat)           | Panamá                          | 1982-2001         | Adquirido por Banistmo. |
| Banco Leumi                                 | Israel                          | 1982-2015         | Cese de operaciones en Panamá debido a las bajas ganancias y los altos costos regulatorios. |
| Banco Mercantil del Istmo                   | Panamá                          | 1966-2003         | Fusionado con la matriz Banistmo. |
| Banco Trasatlántico                         | Panamá                          | 1979-2012         | Adquirido por Balboa Bank & Trust. |
| Banco Panamá                                | Panamá                          | 2008-2020         | Adquirido por Banco Aliado. |
| Banco Panameño de la Vivienda (Banvivienda) | Panamá                          | 1981-2018         | Adquirido por Global Bank. |
| Banco Universal                             | Panamá                          | 1994-2016         | Adquirido por Canal Bank. |
| Banco Uno                                   | Panamá                          | 1994-2008         | Adquirido por Citibank, fusionado con Banco Cuscatlán para formar Citibank (Panamá) S.A. |
| BBVA                                        | España                          | 1983-2013         | Operaciones en Panamá adquiridas por BAC Credomatic. |
| BNP Paribas                                 | Francia                         | 2006-2010         | Operaciones en Panamá adquiridas por Scotiabank. |
| Capital Bank                                | Panamá                          | 2008-2023         | Adquirido por Mercantil Banco. |
| Chase Manhattan Bank                        | Estados Unidos                  | 1955-2000         | Operaciones en Panamá adquiridas por HSBC. |
| Citibank Panamá                             | Panamá                          | 2008-2015         | Adquirido por Scotiabank. |
| HSBC Bank (Panamá)                          | Panamá                          | 2008-2013         | Adquirido por Bancolombia, renombrado a Banistmo. |
| Lloyds TSB Bank                             | Reino Unido                     | 1990-2004         | Operaciones en Panamá adquiridas por Banco Cuscatlán, fusionado con Panabank para formar Banco Cuscatlán-Panabank.                                                                                            |
| MiBanco                                     | Panamá                          | 1997-2014         | Liquidación voluntaria. |
| Panabank                                    | Panamá                          | 1984-2004         | Adquirido por Banco Cuscatlán, fusionado con Lloyds TSB Bank Panamá para formar Banco Cuscatlán-Panabank. |
| Pribanco                                    | Panamá                          | 1962-2001         | Adquirido por Banistmo. |
| Primer Banco del Istmo (Banistmo)           | Panamá                          | 1984-2008         | Adquirido por HSBC, renombrado a HSBC Bank (Panamá). |
| Produbank                                   | Ecuador                         | 2005-2015         | Adquirido por St. Georges Bank. |